# ماريا ميلينغتون لاثبيري
ماريا ميلينغتون لاثبيري، الليدي إيفانز (1856 - 1944) عالمة كلاسيكية وعالمة آثار وعالمة نقود. هي خريجة كلية سومرفيل، قامت بحملة لصالح جامعة أكسفورد لمنح الدرجات العلمية للنساء. جنبًا إلى جنب مع إثيل أبراهامز، كانت واحدة من أوائل الباحثات في اللباس اليوناني الكلاسيكي. تزوجت من عالم الآثار جون إيفانز، وابنتهما مؤرخة الفن جون إيفانز.

## سيرتها الذاتية
ولدت لاثبيري عام 1856، وهي ابنة تشارلز كروفورد لاثبيري من ويمبلدون. في عام 1886، عندما كانت في الثلاثين من عمرها، بدأت دراسة الأدب الإنساني في جامعة أكسفورد في كلية سومرفيل. حفزت جين هاريسون اهتمامها بالعالم الكلاسيكي من خلال «محاضرات الإرشاد في الضواحي». درست في أكسفورد على يد بيرسي غاردنر. لاحقًا، سافرت إلى اليونان بصفتها مرافقة لامرأة شابة في عام 1892. هناك أجرت بعض الأبحاث لكتابها اللاحق. انضمت أيضًا إلى إحدى جولات دوربفيلد في الجزر اليونانية. في عام 1892 كتبت أيضًا مُذكرة في الأكاديمية حول الإضاءة داخل المعابد اليونانية.
في عام 1892، تزوجت لاثبيري من عالم الآثار السير جون إيفانز. التقيا في محاضرة حضرتها لاثبيري حول «تواريخ بعض المعابد اليونانية المستمدة من توجهاتها». التقيا مرة أخرى في الأسبوع التالي في حفل عشاء وتزوجا بعد خمسة أشهر. للحصول على هدية زفاف، أعطى إيفانز لاثبيري حجابًا رومانيًا، في حامل ذهبي من تصميم أليساندرو كاستيلاني. جالا في المواقع الأثرية في بريطانيا وفرنسا لقضاء شهر العسل، وسافرا مع صديقتهم المشتركة نينا لايارد.
في 22 يونيو 1893، ولدت ابنتهما جوان في ناش ميلز، أبوتس لانجلي، هيرتفوردشاير. في عام 1906، انتقلت العائلة إلى بريتويل، بيرخامستيد. توفي السير جون إيفانز في عام 1908. في نعيه، وُصِفت ماريا لاثبيري، الليدي إيفانز، بأنها «عالمة كلاسيكية وعالمة آثار متحمسة». توفيت السيدة إيفانز عام 1944.

## سيرة مهنية
بعد الانتهاء من الامتحانات في أواخر ثمانينيات القرن التاسع عشر، عُينت لاثبيري محاضِرة إرشاد في الجامعة. كانت أيضًا «محاضرة» في المتحف البريطاني، مع التركيز على اللباس اليوناني. في الواقع، كانت لاثبيري، إلى جانب إثيل أبراهامز، واحدة من أولى الباحثات في اللباس اليوناني. أرادت كلتاهما أن يكون عملهما متاحًا حتى يتمكن أفراد الجمهور من إعادة إنشاء أنماط الملابس اليونانية لأنفسهم. في عام 1891، قابلتها جين هاريسون في جريدة بال مول جازيت، وناقشا العَالم اليوناني وعلم الآثار وشخصية الجماهير النسائية في المحادثات الأثرية.
في عام 1892، صممت زي إنتاج «ملهاة الضفادع» لأريستوفان. في العام التالي، نُشر كتابها، فصول عن اللباس اليوناني، وأهدته إلى جمعية جامعة أكسفورد الدرامية «تخليدًا لأدائهم الضفادع لأريستوفان». كانت لاثبيري واحدة من أولئك الذين قاموا بحملة من أجل منح درجات علمية للنساء في جامعة أكسفورد، في عام 1896.
في عام 1900، أدرجها الكتاب السنوي ودليل المرأة الإنجليزية على أنها امرأة «ناشطة في علم الآثار».

## منشورات
- فصول عن اللباس اليوناني (لندن، 1893).
- «تصفيف شعر السيدات الرومان كما هو موضح على العملات المعدنية» نومزماتيك كرونيكل (1906).
- «شارة فضية من ثيتفورد» نومزماتيك كرونيكل (1907).
- «ميدالية آن إلدريد التذكارية» نومزماتيك كرونيكل (1908).
- «بروش فضي لتشارلز الأول بصفته الأمير» نومزماتيك كرونيكل (1908).
- «ميدالية تذكارية ليوشيا نيكولسون» نومزماتيك كرونيكل (1909).
- «تمثال ترينثام والكاهنات» مجلة برلينغتون (1910).
- «البابوية في ميتز» مراجعة أثرية (1912).
- الفخار اللامع (1920).
- «الخزافون البربريون في فرنسا» مجلة برلينغتون (1936).

## الإرث
دفنت لاثبيري كبسولة زمنية في 20 يوليو 1898، بداخلها نصف بنس ومذكرة مكتوبة بخط اليد، لإحياء ذكرى بناء متحف سانت ألبانز، الذي ساعد زوجها في تأسيسه. أُعيد دفن كبسولة جديدة في المكان نفسه في عام 2018.